# Fast-food em Portugal
De acordo com especialistas, o fast-food nasceu no Reino Unido nos anos 1860, quando foi criado o prato "fish and chips", que consiste basicamente em peixe frito com batatas fritas, popularizando-se nos Estados Unidos na década de 1920, com a abertura da cadeia de fast-food White Castle.
O conceito de hamburgueria em Portugal foi provavelmente introduzido por uma pequena loja de hamburgers, na Costa da Caparica, chamada "Sandwich Bar" em 1974. Algum tempo depois, abriu outra hamburgueria icónica chamada "The Great American Disaster", em 1980, vindo cinco anos depois, em 1985, outra hamburgueria a abrir chamada "Garden Burger" no Centro Comercial das Amoreiras, Lisboa, que também se relevou icónica no universo das hamburguerias.
No entanto, em Portugal o conceito de fast-food padronizado e em cadeia teve uma das suas primeiras aparições com a Max Burger em 1982, Pizza Hut em 1990, McDonald's em 1991, Burger Ranch  e Telepizza em 1992 e KFC em 1996. Após estas primeiras seis redes de fast-food, e após a falência e fecho de uma delas (Max Burger), todas as restantes ainda operam nos dias atuais, bem como seguiram-se inúmeras outras redes após estas primeiras experiências de fast-food em Portugal.
Segundo estatísticas da TGI da Marktest, em 2015, cerca de 4,473 milhões de portugueses afirmavam que consumiam refeições em restaurantes de fast-food. Em Portugal, as duas principais cadeias de fast-food a operar, faturaram cerca de 310 milhões de euros no ano de 2009.

## Principais redes de fast-food em Portugal
Década de 80 em diante
As primeiras redes de fast-food padronizado e em cadeia, que abriram em Portugal foram: Max Burger em 1982, o McDonald's no ano de 1991, a Pizza Hut esta última numa loja localizada na Avenida Fontes Pereira de Melo, em 1990 e a Burger Ranch em 1992. A quinta rede de fast-food a operar em Portugal foi o KFC no ano de 1996. Esta última rede abriu a sua primeira loja de comida no Centro Comercial do Colombo, Lisboa.

De 2000 em diante
O Burger King no ano de 2001 no Norteshopping pelo Grupo português Ibersol.
No ano de 2004, abrem a Pans & Company, e Pasta Caffé em Portugal. A Starbucks abriu em setembro 2008, no centro comercial Alegro, em Alfragide e meses mais tarde abriu a segunda loja em Belém, e ambos tornaram-se grandes êxitos. Mais tarde, a empresa abriu a sua terceira loja na margem Sul do Tejo no centro comercial Almada Forum, a quarta no centro comercial Dolce Vita Tejo, perto de Odivelas, a sua quinta nos Armazéns do Chiado e sexta loja, e quinta loja amiga do ambiente de Starbucks no mundo, na Estação do Rossio. Existem ainda as lojas em Cascais, no Aeroporto de Lisboa, e no centro comercial El Corte Inglés de Lisboa.
No total, existem 23 lojas em Portugal, espalhadas pelos distritos de Lisboa, Porto, Braga e Faro e pela região autónoma da Madeira.
Já em 2007, surge a segunda rede de fast-food portuguesa, tendo o nome de "h3-new hamburlogy"
, virada totalmente para o mercado dos hambúrgueres.
Em 2010, surge a "A Padaria Portuguesa", sendo uma rede de padarias portuguesas já contando com 62 lojas por Portugal, e que serve comida portuguesa nomeadamente doçaria portuguesa, sopas portuguesas e pratos portugueses. Já conta com delivery.
Em 2013, surge outra rede de fast-food portuguesa, chamada de Sr. Frango da Guia, que baseia-se na venda de frango e batatas fritas. Esta rede já tem presença em muitos locais de Portugal, contando também em Ponta Delgada, nos Açores.
Em 2014, a rede de cervejarias portuguesa Portugália, inaugura a sua rede com um conceito semelhante a fast-food, entregando ao cliente comida portuguesa, nomeadamente bacalhau e bitoque.
Recentemente, em 2019 abriram em 48 horas duas lojas de comida da rede de fast-food americana Taco Bell em Portugal. A primeira loja do Taco Bell em Portugal abriu em Matosinhos e a segunda abriu em Almada, sendo que uma loja abriu seguida da outra.

## História do fast-food em Portugal

### Continental e Ilhas
Um dos primeiros restaurantes com o conceito de hamburgueria, que ainda permanece aberta há mais de 40 anos, é a "Sandwich Bar", uma pequena loja de hamburgers localizada na Costa da Caparica, que abriu em 1974.
No entanto, fast-food foi introduzido em Portugal, pela rede de hamburgers Max Burger, em 1982, seguida da Pizza Hut em 1990 e McDonald's em 1991, antes desta data não existia uma grande cultura de fast-food em Portugal.

## Principais redes portuguesas de fast-food no Mundo

### Restaurantes Nando's
O Nando's nasceu pelas mãos de Fernando Duarte um emigrante português na África do Sul.
Fernando, criou em 1987, na África do Sul, um restaurante tipo fast-food chamado Nando's, de comida portuguesa com influências moçambicanas, num pequeno subúrbio de Joanesburgo chamado Rosettenville, no coração duma comunidade portuguesa naquela cidade sul-africana. Atualmente, existem cerca de 1200 restaurantes Nando's no mundo inteiro.

## Expansão
- O McDonald's, é uma cadeia de restaurantes que mudou a visão do Fast-Food em Portugal, quando começou no ano de 1990, com a inauguração da primeira loja McDonald's em Portugal, na data de 23 de maio de 1991, no CascaiShopping, Cascais. No ano seguinte, abriu em Setúbal o primeiro McDrive de Portugal.[28]
- Depois, no ano de 1998, aquando da Exposição Internacional de Portugal (Expo98), o restaurante McDonald's aí presente foi o maior da Europa.
- No ano de 2004, ano em que Portugal organizou o Europeu de Futebol de 2004 (Euro 2004), o McDonald's foi o patrocionador oficial da competição, entrando de vez no imaginário da população portuguesa como uma marca de confiança e de respeito.
- Em 2005, a rede McDonald's Portugal, entrou para a história da marca, quando pela primeira vez no mundo um restaurante da McDonald's colocou no menu, uma gama de sopas chamada de "Sopissimas". Oferecendo inicialmente 3 variedades de sopas (Feijão Verde, Caldo de legumes e Canja), uma grande estratégia, uma vez que Portugal é um país muito ligado à gastronomia de qualidade, onde se insere uma enorme variedade de caldos e sopas trasicionais portuguesas. ~
- Em 2006, a McDonald's Portugal, já contava com 120 restaurantes em Portugal Continental, abrindo pela primeira vez nas ilhas (Arquipélago dos Açores e Madeira).
- Em 2009, a marca uniformiza de todos os uniformes de todas as redes McDonald's no mundo inteiro, uniformes esses desenhados e pensados por uma designer portuguesa, chamada Katty Xiomara.
- Em 2012, perante a mudança da marca McDonald's de junk food (comida de lixo) para comida mais saudável, a empresa participa como método de marketing na Feira Nacional da Agricultura, em Santarém.
- No ano de 2013, a marca participa e patrocina diversas iniciativas sociais, entre elas está o apoio com fundos ao Hospital de S. João, no Porto.
- Por fim, a marca em Portugal nos anos de 2014 e 2015, para ajudar os produtores portugueses, firmou uma parceria com uma produtora de legumes e ketchup portuguesas, para desde então serem as principais fornecedoras de legumes e ketchup à rede McDonald's Portugal.